# Бій під Мглином
Бій під Мглином (вересень 1658) – епізод московсько-української війни 1658—1659 років, перемога війська Гетьманщини на чолі з білоруським полковником Іваном Нечаєм над московським загоном стольника Андрія Дашкова.

## Передісторія

### Початок московсько-української війни
У грудні 1657 полтавський полковник Мартин Пушкар підняв заколот проти гетьмана Івана Виговського. Пушкаря підтримала частина запорожців на чолі з кошовим отаманом Яковом Барабашем, реєстрових козаків Полтавського та Миргородського полків, а також – маса покозачених селян і міщан. На початку лютого 1658 протистояння переросло у повномасштабний військовий конфлікт, яким у своїх інтересах вирішив скористатись уряд Московії. У лютому московський посол боярин Б. Хітрово прибув у Гетьманщину з «миротворчою» місією, роздаючи дарунки лідерам антигетьманського повстання та шантажуючи Чигирин, домагаючись згоди на введення царських гарнізонів у Чернігів, Ніжин, Переяслав та інші українські міста.
У квітні цар Олексій Михайлович без погодження з гетьманом і старшинською радою призначає своїх воєвод у Білу Церкву, Корсунь, Ніжин, Полтаву, Чернігів і Миргород. Водночас, Виговський дістає доручення виступати в Литву на чолі реєстрового козацького війська – на підмогу московській армії князя Ю. Долгорукова. Гетьманський уряд розцінює такі дії Москви як зазіхання на суверенітет Війська Запорозького. Чигирин звертається за військовою допомогою до Кримського ханства, паралельно намагаючись налагодити контакти з Річчю Посполитою. У червні гетьманське військо спільно із загоном кримських татар (3 тис. на чолі з Карач-Беєм) громить повстанців під Полтавою.
14 (24) червня 1658 московський цар відправляє в Україну 15-тисячну армію на чолі з князем Г. Ромодановським. Її формальна мета – допомогти гетьману «вгамувати свавільців», справжня – тиснути на Виговського, домагаючись від нього розірвання союзу з Кримом і відречення від влади. На початку липня московити захоплюють Прилуки. Тут Ромодановський самоуправно змінює полковника (П. Дорошенка на лояльного Москві Я. Воронченка), страчує кількох вірних гетьману сотників, бере під свій захист лідерів антигетьманського виступу (Я. Барабаша та С. Довгаля). Раніше, 17 (27) червня 1658 до Києва прибуває новопризначений московський воєвода В. Шереметьєв разом з підкріпленням – чисельність царського гарнізону у місті зростає до понад 6 тис. професійних вояків (понад 12 тис. разом із бойовими слугами).
20 (30) липня 1658 старшинська рада у Чигирині постановляє видворити з України всі московські залоги у відповідь на агресію Москви проти Гетьманщини. Розпочинається збір реєстрових козацьких полків у Чигирині, Богуславі та Ніжині. Намагаючись тимчасово зняти напругу та виграти час, на початку серпня Олексій Михайлович наказує Г. Ромодановському з основними силами відступити до Бєлгорода, залишивши у Прилуках 4,5-тисячний загін стольника Андрія Дашкова (у квітні призначений царем чернігівським воєводою). Дашкову, у свою чергу, доручено рухатися у Литву на з’єднання з князем Ю. Долгоруковим, який 7 (17) серпня 1658 розпочав наступ на Ковно та Гродно, порушуючи Віленське перемир’я.
Наприкінці серпня у Гадячі розпочинаються перемови між представниками гетьманського уряду та королівськими комісарами про входження Гетьманщини (як «Великого князівства Руського») до конфедерації з Польщею та Литвою. 19 (29) серпня 1658 гетьман Іван Виговський, дочекавшись підмоги від Кримського ханства, виступає на чолі козацького війська у демонстраційний похід на прикордонні московські міста. 23 серпня (2 вересня) 1658 союзники розорили околиці Недригайлова. Одночасно брат гетьмана Данило Виговський спробував вибити з Києва потужну московську залогу В. Шереметьєва, проте у боях 24 серпня (3 вересня) 1658 зазнав нищівної поразки.

### Полковник Іван Нечай і боротьба за Білорусь
Бойові дії також розпочались у Білорусі, південно-східна частина якої входила до Білоруського (Чауського) полку Гетьманщини на чолі з полковником Іваном Нечаєм. 

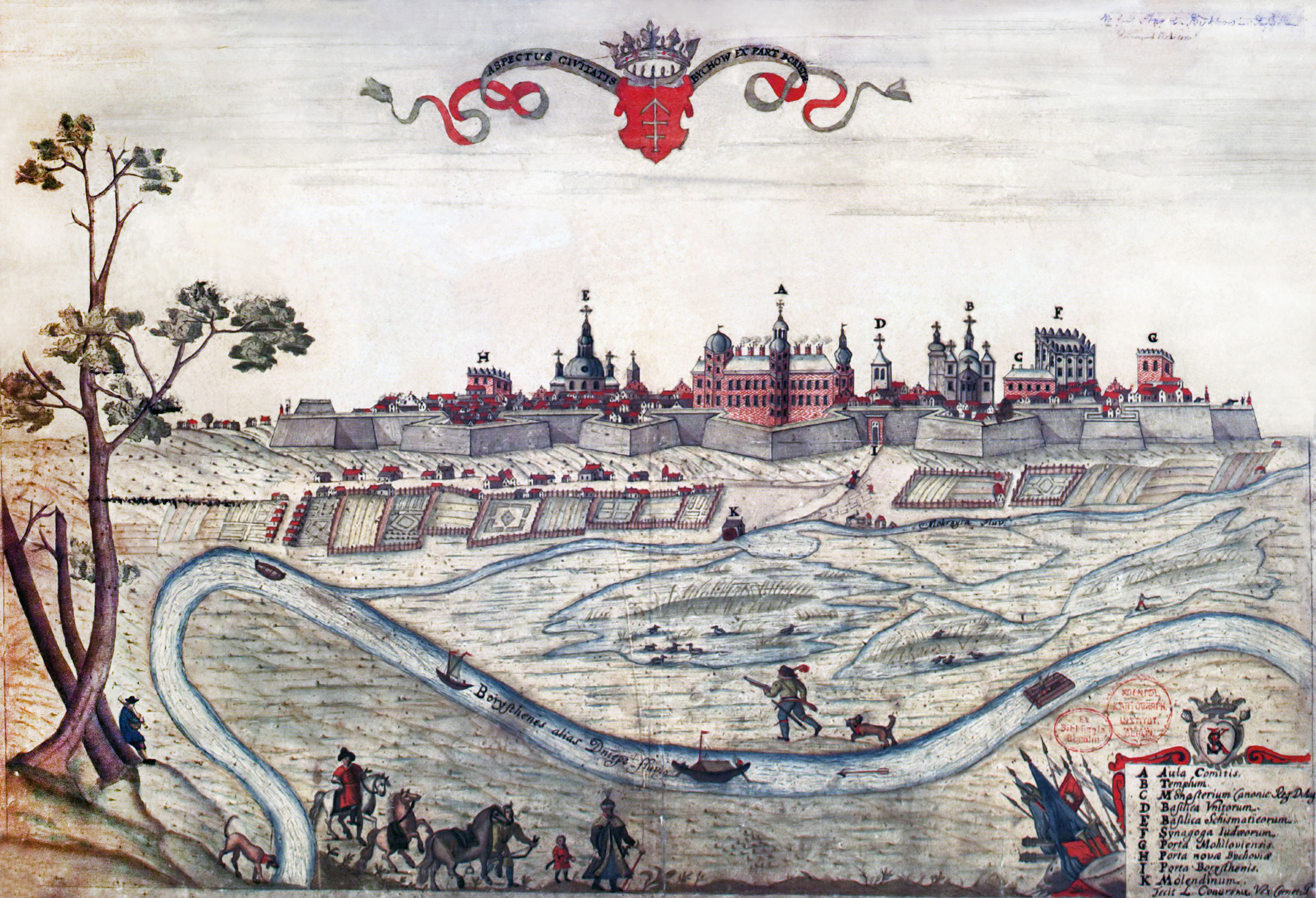
Панорама Старого Бихова. Гравюра середини XVII ст.

Полк був утворений у 1654 році на зайнятих козаками територіях Мінського, Мстиславського та Вітебського воєводств Великого князівства Литовського. Ці землі були предметом територіальних суперечок між Москвою та Чигирином. Цар Олексій Михайлович, що у 1655 році проголосив себе «Великим князем Литовським» (після захоплення Вільна), вимагав від Б. Хмельницького, а згодом – І. Виговського, вивести з Білорусі козацьку адміністрацію. Перші збройні сутички між московитами та козаками І. Нечая відбулися ще у січні 1656 – за гетьманування Хмельницького. У серпні 1657 московські воєводи В. Шереметьєв і С. Змєєв атакували прикордонні міста Білоруського полку. 29 вересня (9 жовтня) 1657 сторони (І. Нечай та царські воєводи) уклали мирний договір, демаркувавши кордон між царськими та козацькими володіннями. Проте вже наприкінці 1657 року царський посол Б. Хітрово вимагав від гетьмана І. Виговського уступити Старий Бихів і Чауси.
На початку серпня 1658 Іван Нечай отримав гетьманський наказ бути напоготові разом зі своїм полком. Станом на 1658 рік Білоруський полк Війська Запорозького Городового налічував 16 територіальних сотень, його центром було місто Чауси. Влітку московити оцінювали чисельність підрозділу у 3 тис. реєстрових козаків, згодом до них доєдналося ще близько 2 тис. вояків місцевих повстанських загонів, які діяли проти царських військ (присяжна шляхта, покозачені селяни та міщани на чолі з сотником Денисом Мурашкою).
Наприкінці серпня козацькі загони Нечая перекрили шляхи, що з’єднували південну Білорусь з територіями, контрольованими московитами. Оршанський воєвода М. Полуєктов повідомляв царю про напади козаків на прикордоння, втрати серед «ратних людей» – стрільців і солдатів. У перших числах вересня загін сотника Д. Мурашки атакував Мінськ, що перебував під контролем московитів. Здобувши неукріплені передмістя, козацький ватажок не наважився штурмувати замок і відійшов до Старого Бихова.

## Похід загону А. Дашкова: бої під Клином і Мглином
У середині серпня московський загін стольника А. Дашкова виступив із Прилук у північному напрямку. Це було потужне з’єднання, що налічувало близько 4,5 тис. професійних вояків (полк солдатського строю, два драгунські полки та 5 рейтарських рот; разом із бойовими слугами – до 10 тис. людей) та могло становити загрозу для гетьманського війська, яке діяло на московському прикордонні.

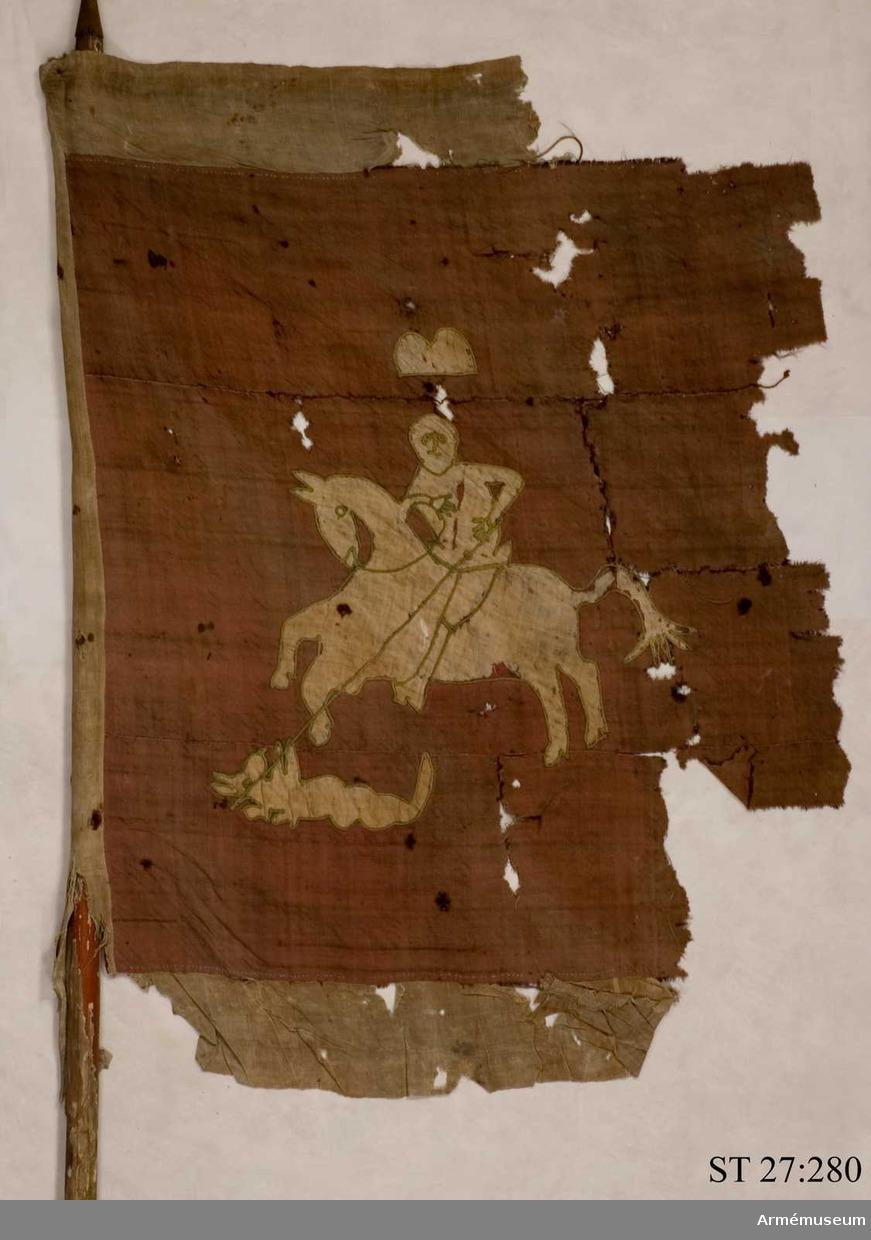
Прапор Ніжинського полку середини XVII ст. З колекції Військового музею у Стокгольмі

Вирушаючи у похід, І. Виговський залишив для прикриття Сіверщини наказного гетьмана Григорія Гуляницького з Ніжинським, Чернігівським і Глухівським полками. Останній на чолі з полковником Пилипом Уманцем у другій половині серпня здійснював активні рейдові дії у Севському, Рильському та Путивльському повітах Московії. На початку вересня московський загін А. Дашкова пройшов повз Глухів, продовживши рух на північ – у напрямку Стародуба. Довідавшись про це, Гуляницький наказав П. Уманцю зі своїм полком атакувати московитів. Поблизу села Клин (пізніша назва – Ямпіль) за 30 верст від Глухова відбувся бій, внаслідок якого царські війська виявилися оточені у таборі («пошел за теми государевыми ратными людьми глуховский полковник Филип Умонец с черкасами, со многими людьми разбивал табор их, а осажены де те ратные люди»). 
У донесенні від 4 (14) вересня 1658 путивльський воєвода Г. Долгоруков повідомляв, що «ніжинський гетьман» Гуляницький і чернігівський полковник Оникій Силич стоять зі своїми полками на Десні поблизу Чернігова та готуються виступити на допомогу П. Уманцю. 11 (21) вересня 1658 за наказом царя у Клин прибуло підкріплення – загін козаків і драгунів із Севська на чолі з Д. Клімовим. Проте, прибувши на місце, вони виявили, що Дашкова тут вже немає, а полковник Уманець зі своїм полком кілька днів тому повернувся до Глухова. Вочевидь, московитам вдалося прорвати оточення та продовжити рух до Стародуба.
Також 11 (21) вересня 1658 севському воєводі Є. Козлову стало відомо про поразку загону Дашкова у бою під Мглином, де московитів атакував Білоруський полк Івана Нечая. У бою козаки захопили 5 гармат, розбитий ворожий загін відступив на територію Московії – до Трубчевська («твоих ратных людей, которые посланы с Андреем Дашковым, за Стародубом, в местечке Мглинах побил полковник Нечай и взял 5 пушек»).
Точна дата бою невідома. З огляду на дати донесень московських воєвод, можна припустити, що розгром загону Дашкова відбувся не раніше 5 (15) вересня 1658 і не пізніше 8 (18) вересня 1658. Докладні подробиці переможної для козаків битви також невідомі, світло можуть пролити поки не опубліковані документи Розрядного приказу Московського царства, що зберігаються у РДАДА.

## Наслідки
6 (16) вересня 1658 була укладена Гадяцька унія між Гетьманщиною та Річчю Посполитою. Вже 9 (19) вересня 1658 у Москві відбулося засідання боярської думи, яка ухвалила рішення про часткову мобілізацію помісного війська для походу в Україну. Центрами збору війська стали Севськ, Смоленськ і Могильов. Тим часом, тривала кампанія гетьмана І. Виговського на порубіжжі: 8 (18) вересня 1658 козацько-татарське військо обложило фортецю Кам’яну. Водночас, «київське» військо В. Шереметьєва на початку вересня атакувало Бориспіль, спаливши його передмістя.
Перемога над московитами під Мглином на деякий час зміцнила позиції гетьманських сил у Білорусі. У жовтні козаки І. Нечая знищили московські залоги Нового Бихова («капитана и его роты солдат взял в полон, а иных побил до смерти»), Кричева, Мстислава та Рославля, взявши міста під свій контроль. Гетьманці готували удар на Могильов – одне з найбільших міст Білорусі. Тим часом, 24 вересня (4 жовтня) 1658 з Москви у каральний похід проти Білоруського полку виступив 6-тисячний загін стольника Г. Козловського, до складу якого входили елітні підрозділи Московського виборного полку.